# Ruuhijärvi (sjö i Kajanaland, lat 64,72, long 27,87)
Ruuhijärvi är en sjö i Finland. Den ligger i kommunen Puolango i landskapet Kajanaland, i den centrala delen av landet, 500 km norr om huvudstaden Helsingfors. Ruuhijärvi ligger 251,1 meter över havet. Den är 6,86 meter djup. Arean är 38,4 hektar och strandlinjen är 3,1 kilometer lång. Sjön  ingår i Uleälvens huvudavrinningsområde. 